# Giulia Mangiardi
Giulia Mangiardi, född 1581 på Sicilien, död 1651 i Rom, var en professionell italiensk giftblandare. Hon blev en centralfigur i en krets kvinnliga giftförsäljare i Rom, och uppges ha uppfunnit giftet Aqua Tofana, varför hon populärt har blivit känd som Giulia Tofana.

## Biografi

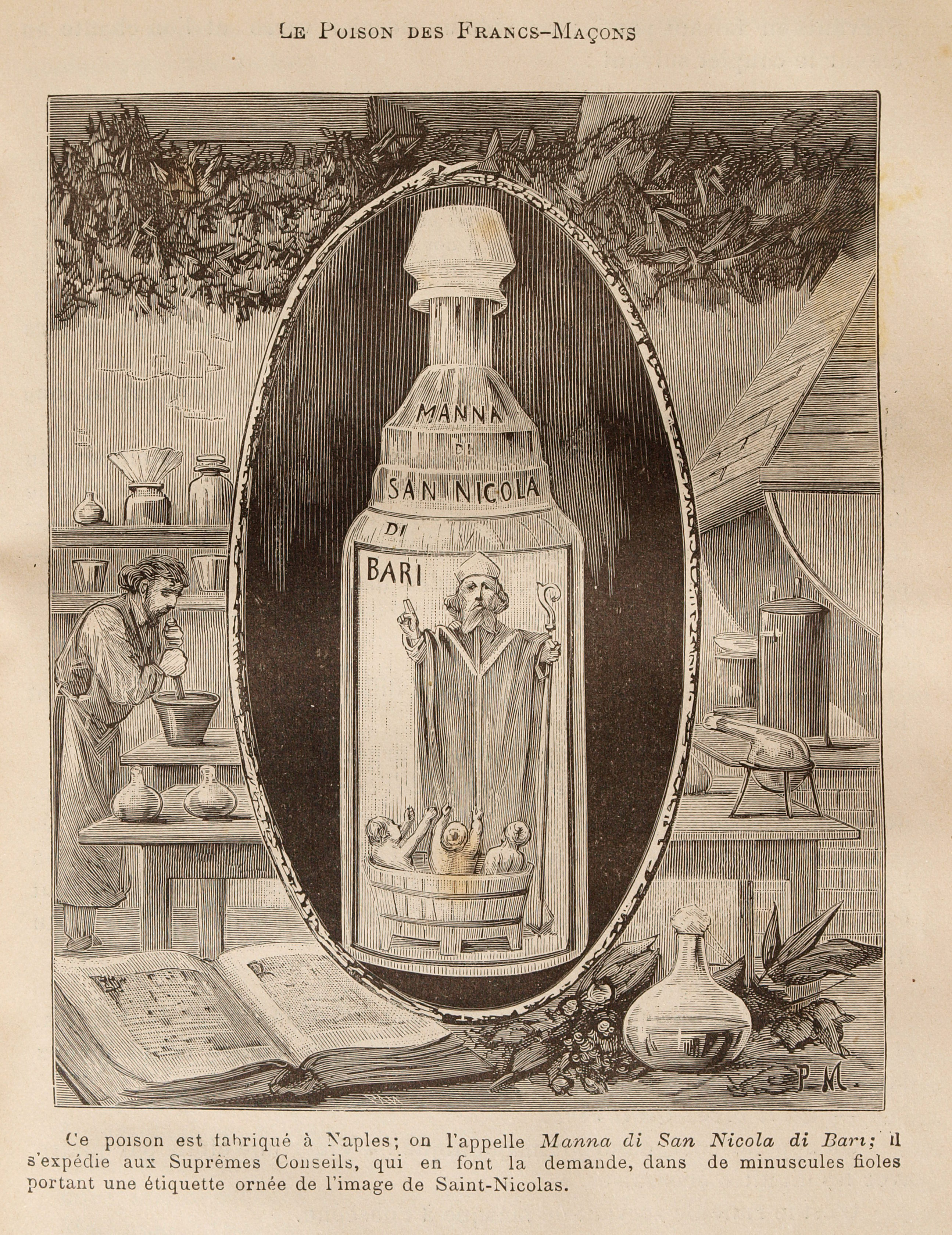
"Manna di San Nicola" (Aqua Tofana), Pierre Méjanel

### Ursprung
Giulia Mangiardi föddes på Sicilien. Hon har traditionellt påståtts vara dotter till Thofania d'Adamo/Epifania d'Adamo, en ökänd giftmördare som avrättades i Palermo på Sicilien den 12 juli 1633 för att ha förgiftat sin make Francesco d'Adamo. I verkligheten tycks detta inte stämma, men det är möjligt att Thofania d'Adamo var lärling till Giulia Mangiardi.
I själva verket var Giulia Mangiardi dotter till Giacomo Mangiardi eller Manciardi från Coriglione utanför Palermo. Hon gifte sig första gången med den välbärgade Niccolo Spano, och blev styvmor till den senare berömda Gironima Spana. Hon gifte 1624 om sig med den välbärgade fastighetsägaren Ranchetti Cesare (1564–1654).
Giulia Mangiardi uppges ha lärt sig blanda mediciner av apotekare, och slutligen komponerat sitt eget gift, Aqua Tofana eller Aqua Toffanica. Hon började sedan sälja giftet kommersiellt i Palermo. 

### Verksamhet i Rom
År 1624 tvingades hon fly från Sicilien tillsammans med sin nyblivna make och sina två styvdöttrar från första äktenskapet. De hade då varit inblandade i en arvstvist med hennes makes första hustrus familj Lorestino, som inte hade gått att lösa. Familjen flydde till Rom för att leta upp hennes styvdöttrars morbror Andrea Lorestino (d. 1627), som var präst och verksam som astrolog.
I Rom kallades hon allmänt "Donna Giulia". På grund av hennes makes slöseri förstördes familjens ekonomi. Hon etablerade därför sin verksamhet med giftförsäljning i Rom. Familjen var etablerad vid Via della Lungara från år 1643.   Hennes styvdotter, Gironima Spana, även känd som "Astrologa della Lungara", blev hennes kompanjon. Gironima Spana uppgav senare att hon hade lärt sig blanda giftet av sin styvmor. Gironima Spana etablerade sig som astrolog och naturläkare, vilket tjänade som täckmantel för försäljningen av gifter. Hon var förstående för kvinnors låga status och situation i samhället, och blev känd som en medkännande rådgivare till kvinnor i svåra äktenskap. Hon sålde främst sitt gift till kvinnor som ville bli änkor. En del av kunderna köpte giftet med avsikt att döda, andra kunder skulle senare hävda att de hade köpt det för dess officiella syfte (dvs för att "reformera makens uppförande) och orsakade dödsfall utan avsikt.
Giulia Mangiardi var öppet verksam som äktenskapsmäklare, det vill säga agerade mellanhand i äktenskapsförhandlingar mellan familjer. Hon arrangerade bland annat äktenskapet mellan adelsmannen Bartolomeo Bonadies och Porzia Crivelli; hon misslyckades dock med att arrangera ett äktenskap åt storarvtagerskan Sulpizia Vitelleschi (vars mor varit hennes vän), eftersom dennas pro-spanska gudfar kardinalen ansåg brudgummen pro-fransk. Hon hade att allmänt dåligt rykte: äktenskapsmäklerskor misstänktes ofta för häxeri. När en kardinals hem rånats fängslades hon tillfälligt misstänkt för att ha pantsatt stöldgods, och när änkan till en nätmakare gifte om sig snabbt efter sin makes död 1650 sedan Giulia setts i närheten misstänktes hon ha varit inblandad i mannens död. 

### Död och efterspel
Giulia Mangiardi dog en naturlig död 1651, och hennes giftverksamhet togs då över av hennes styvdotter Gironima Spana. Gironima Spanas verksamhet avslöjades för de påvliga myndigheterna i februari 1659, när en av hennes giftförsäljare, Giovanna De Grandis, greps in flagranti och angav Spana under förhören.  Allt fler av Spanas medarbetare och kunder greps och pekade ut varandra under Spanaprocessen. Slutligen avgav en skyldig Gironima Spana bekännelse och bekände sig ha agerat giftförsäljare åt kvinnor som ville bli änkor. 
Gironima Spana och fyra av hennes kompanjoner avrättades genom hängning på Campo de' Fiori i Rom 5 juli 1659 för giftmord och giftförsäljning. De hade erkänt att de hade sålt gift till kvinnor som ville bli änkor, vilket väckte misstankar om hundratals mord. Rättegången fortsatte till mars 1660 och resulterade i att omkring fyrtio personer drogs in i processen.

## Eftermäle
Spanaprocessen 1659 var berömd i sin samtid, och förekom i sensationslitteraturen i först Italien och sedan hela Europa från 1600-talet och framåt. Som en följd av det har fallet blivit föremål för en mängd legender, skrönor och felaktiga uppgifter.
Det finns en faktoid om att hon avrättades i Neapel år 1719.
Legenden om att Mozart ska ha blivit förgiftad av Acqua Tofana är fullständigt inkorrekt.